# Clubiona ezoensis
Clubiona ezoensis är en spindelart som beskrevs av Hayashi 1987. Clubiona ezoensis ingår i släktet Clubiona och familjen säckspindlar. Inga underarter finns listade i Catalogue of Life.